# Acroctena nebulosa
Acroctena nebulosa är en fjärilsart som beskrevs av Sergius G. Kiriakoff 1970. Acroctena nebulosa ingår i släktet Acroctena och familjen tandspinnare. Inga underarter finns listade i Catalogue of Life.